# La boja de Chaillot
 La boja de Chaillot  (títol original en anglès: The Madwoman of Chaillot) és una pel·lícula britànica dirigida per Bryan Forbes, estrenada el 1969. Ha estat doblada al català.

## Història
A París, al «Cafè Francis» situat al Barri de Chaillot, un grup de conspiradors internacionals estudia perforar tot París per cercar petroli. Però una vella excèntrica del barri, ajudada pels seus amics, vagabunds i captaires, decideix impedir-los-ho.

## Repartiment
- Katharine Hepburn: Comtessa Aurelia, La boja de Chaillot
- Dame Edith Evans: Joséphine, la boja de la Concorde
- Margaret Leighton: Constance, la boja de Saint-Sulpice
- Giulietta Masina: Gabrielle, la boja de Passy
- Yul Brynner: el President
- Charles Boyer: el Courtier
- Paul Henreid: el General
- John Gavin: el Capellà
- Oskar Homolka: el Comissari
- Donald Pleasence: el Prospector
- Nanette Newman: Irma
- Richard Chamberlain: Roderick
- Claude Dauphin: El Doctor Jadin
- Fernand Gravey: L'agent de policia
- Gilles Segal: el sord mut
- Henri Cogan: el criat al bar